# Пшийми-к-Поремби
Пшийми-к-Поремби (пол. Przyjmy k. Poręby) — село в Польщі, у гміні Острув-Мазовецька Островського повіту Мазовецького воєводства.
Населення — 333 особи (2011).
У 1975-1998 роках село належало до Остроленцького воєводства.

## Демографія
Демографічна структура станом на 31 березня 2011 року:
|          | Загалом | Допрацездатний вік | Працездатний вік | Постпрацездатний вік |
| -------- | ------- | ------------------ | ---------------- | -------------------- |
| Чоловіки | 162     | 46                 | 97               | 19                   |
| Жінки    | 171     | 40                 | 98               | 33                   |
| Разом    | 333     | 86                 | 195              | 52                   |